# Front de la jeunesse (Belgique)
Pour les articles homonymes, voir Front de la jeunesse.
Le Front de la jeunesse (FJ) était une organisation belge d'extrême droite active dans les années 1970 et 1980. Le FJ donnera naissance à la création en 1982 du Parti des Forces nouvelles (PFN).

## Histoire
Fondée en 1974 par des étudiants d'extrême droite de l'Université de Liège et des membres des NEM-Clubs, réunis autour du Nouvel Europe Magazine (NEM) dont le FJ devient la structure militante, l'organisation a été dissoute en 1981 au nom de la loi interdisant les milices privées. À partir de février 1974, le FJ s'exprime dans une rubrique de plusieurs pages qui lui est réservée dans le NEM. Il est directement financé par les NEM-Clubs et en devient officiellement la section jeunesse .
En décembre 1980, un militant du FJ commet le premier crime raciste en Belgique, en assassinant un Français d'origine maghrébine à Bruxelles. Filip Dewinter, le véritable dirigeant du Vlaams Belang, avait fait ses débuts en politique, à la fin des années 1970, au sein du Jongerenfront, la section flamande du Front de la jeunesse, avant de rejoindre vers 1983-1984 le Vlaams Blok.
Un des autres membres de l'époque du FJ était Johan Demol, alors membre de la Gendarmerie nationale belge. Plus tard, il deviendra le chef de la police de la commune bruxelloise de Schaerbeek, puis (lorsque son passé politique au FJ fut révélé par le journal hebdomadaire du Parti du travail de Belgique), Johan Demol sera recruté en 1996 par le Vlaams Blok pour en devenir son leader bruxellois.
Certains membres du Front de la jeunesse prirent part à la création du groupe néonazi Westland New Post en 1981, soupçonné d'être impliqué dans les tueries du Brabant dans les années 1980. En juillet 1981, des membres du FJ ont incendié le bâtiment abritant les imprimeries du Pour magazine à la suite de la révélation par ce dernier d'informations concernant les structures internes du groupe extrémiste.
Le Front de la jeunesse se transforme en 1983 en Parti des forces nouvelles (PFN) - Belgique.